# Кшатрії
Кша́трії (санскр. क्षत्रिय kṣatriya, «панівний, владний»), також ра́джан (санскр. राजन् rājan, «повелитель, пан») — одна з чотирьох варн в індуїзмі, шляхетна каста владущих воїнів, друга за значущістю після брахманів. Традиційно владущий чи військовий клас належав до цієї варни. Рама був кшатрієм з роду Сур'яванші. Також Крішна був кшатрієм з роду Чандраванші.
У стародавньому ведичному суспільстві Індії, варна особи приписувалася на основі здібностей (ґуна), поведінки (карма), та природи (свабгава).

## Етимологія
На санскриті, термін кшатрія походить від слова кшатра, що означає «панування, владу, уряд» від кореня кші «правити, керувати, володіти». Староперське кшаятія (імператор) та ксшатра (володіння) є спорідненими термінами, так само як і перські слова шах (імператор) та шахр (місто, панування). Термін визначає шляхетний стан.

## Клани кшатріїв
Три головні гілки касти кшатріїв є чандраванші (ті, що походять від Чандри), сур'яванші (ті, що походять від Рамикрішни та Сур'ї) і аґніванші (ті, що походять від Аґні).